# 23718 Horgos
23718 Horgos (1998 GO10) là một tiểu hành tinh vành đai chính được phát hiện ngày 2 tháng 4 năm 1998 bởi Krisztián Sárneczky và László Kiss ở Piszkesteto.